# Abraham L. Brick

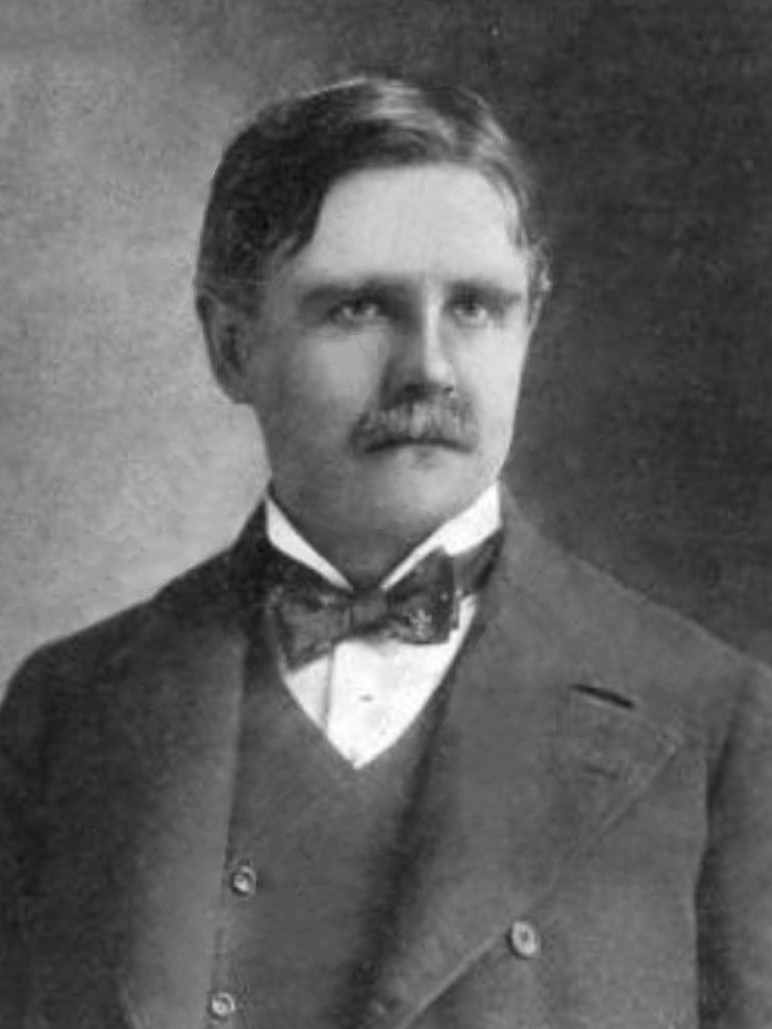
Abraham L. Brick

Abraham Lincoln Brick (* 27. Mai 1860 bei South Bend, Indiana; † 7. April 1908 in Indianapolis, Indiana) war ein US-amerikanischer Politiker. Zwischen 1899 und 1908 vertrat er den Bundesstaat Indiana im US-Repräsentantenhaus.

## Werdegang
Abraham Brick wurde auf der Farm seines Vaters nahe South Bend geboren. Er besuchte die öffentlichen Schulen seiner Heimat einschließlich der South Bend High School. Später studierte er noch am Cornell College und am Yale College. Nach einem anschließenden Jurastudium an der University of Michigan in Ann Arbor und seiner 1883 erfolgten Zulassung als Rechtsanwalt begann er in South Bend in diesem Beruf zu arbeiten. Zeitweise fungierte er auch als Staatsanwalt im St. Joseph County und im La Porte County.
Politisch war Brick Mitglied der Republikanischen Partei. 1896 war er Delegierter zur Republican National Convention in St. Louis, auf der William McKinley als Präsidentschaftskandidat nominiert wurde. Bei den Kongresswahlen des Jahres 1898 wurde er im 13. Wahlbezirk von Indiana in das US-Repräsentantenhaus in Washington, D.C. gewählt, wo er am 4. März 1899 die Nachfolge von Lemuel W. Royse antrat. Nach vier Wiederwahlen konnte er bis zu seinem Tod am 7. April 1908 im Kongress verbleiben. Er wurde in seiner Heimatgemeinde South Bend beigesetzt.